# Звезда (лунная база)
Долговременная лунная база «Звезда» — первый в мире детально проработанный проект лунной базы. Разрабатывался в Советском Союзе в 1964—1974 гг.
Программа предусматривала запуск на Луну в беспилотном режиме основного модуля лунной базы. После этого запускалось бы несколько автоматических аппаратов, один из которых доставил бы на Землю образцы лунного грунта в месте посадки основного базового обитаемого модуля, а второй представлял собой подвижный луноход, который обследовал бы внешнюю поверхность первого модуля базы. В перспективе обитаемые модули лунной базы могли устанавливаться на колёсные шасси, сцепляться друг с другом и образовывать целый подвижный поезд, работающий на электроэнергии, производимой ядерным реактором.

## История
В 1962 году С. П. Королёв поручил ГСКБ «Спецмаш», которым руководил В. П. Бармин, разработать проект лунной базы. Проектировщики Бармина приступили к работе. Она заняла более десяти лет.
В документах ГСКБ «Спецмаш» проект проходил под обозначением «ДЛБ» (Долговременная лунная база), в ОКБ-1 его знали под названием «Звезда», в НИИ-85 - «Колумб». Неофициально проект также именовался «Барминград».
В конструкторском бюро «Спецмаша» изучался самый широкий круг вопросов:
- цели базы;
- принципы строительства;
- стадии развертывания;
- состав научного и строительного оборудования;
- возможные военные перспективы.

## Характеристики

Лунный посадочный корабль-модуль ЛК программы Н1-Л3

Планировалось, что количество обитаемых модулей составит 9, а экипаж имел бы такое же количество космонавтов. Модули (длиной 4,5 метров каждый) доставлялись бы на Луну по отдельности. Каждый из них имел своё собственное предназначение. Имелся лабораторный, складской, жилой и прочие модули.
Предполагалось, что место для базы будет выбрано с использованием автоматических аппаратов. С орбитального спутника Луны будет произведено картографирование участка, затем беспилотная станция возьмёт пробы грунта и доставит их на Землю, после этого район будущего строительства обследуют луноходы. По окончании этапа дистанционного изучения предполагаемой территории базы на Луну отправится экспедиция из четырёх человек на «лунном поезде».
«Лунный поезд» конструкции КБ Бармина предназначался для строительства временного городка, а по его завершении — для научных вояжей по окрестностям. В него входили: тягач, жилой вагончик, изотопная энергоустановка мощностью 10 кВт и буровая установка. Ходовая часть у всех этих машин была, как у луноходов: каждое колесо имело свой электромотор, благодаря чему отказ одного или даже нескольких из 22 моторов не парализует общий ход. Для метеорной, тепловой и ультрафиолетовой защиты обитаемых помещений поезда был разработан трёхслойный корпус. Сверху и изнутри — стенки из специальных сплавов, между ними — подушка из вспененного наполнителя. Полный вес «лунного поезда» составлял 8 тонн. Главной задачей экипажа «лунного поезда» должны были стать геологические исследования: сначала — для подбора участков под городок и космодром, потом — для решения научных вопросов. Для удобства работы образцы грунта можно было собирать манипуляторами без выхода на поверхность в скафандрах.
В доставленном с Луны грунте учёные нашли довольно много окислов. Это означало, что не надо везти с собой большие запасы воды — её можно заменить гораздо более лёгким водородом, а затем с помощью отработанной химической реакции получить воду в необходимых количествах. Совместно с инженерами НПО имени С. А. Лавочкина конструкторы бюро Бармина изготовили водоснабженческий автомат для Луны, однако отправить его туда для проверки на местности не удалось.
В ходе развития проекта проступали черты будущей базы на 12 человек. Первоначально она должна была состоять из 9 типовых блоков цилиндрической формы.
Габариты блока:
- длина — 8,6 метра;
- диаметр — 3,3 метра;
- полная масса — 18 тонн.

На заводе блок изготавливается укороченным, в виде металлической гармошки длиной 4,5 метра — под габариты транспортного корабля. На строительной площадке в гармошку под давлением подаётся воздух, она разъезжается, и блок подрастает до 8,6 метра. База состояла из блоков: командного пункта, научной лаборатории, хранилища, мастерской, медпункта со спортзалом, камбуза со столовой и трёх жилых помещений. Опытный образец одного из таких блоков использовался в 1967 году во время экспериментов по длительному пребыванию в замкнутой среде, проводившихся в Институте медико-биологических проблем.

## Реализация программы
Программа «Звезда» являлась не полностью самостоятельным проектом, а предполагавшимся в 1970-х гг. продолжением советской пилотируемой лунной программы Н1-Л3. Доставку на Луну и с Луны космонавтов планировалось первоначально осуществлять с помощью космических кораблей ЛК (11Ф94), разработанных для пилотируемой программы Н1-Л3.
К 1971 году эскизный проект был завершён, и его главному проектировщику Бармину предстояло защитить его. Он встречается с курировавшим космические программы министром обороны Д. Устиновым, от которого зависела судьба проекта. После более чем шестичасовой беседы Устинов соглашается, что проект «Звезда» должен развиваться и далее. По проекту были разработаны детальные чертежи, а также изготовлены макеты обитаемых модулей и экспедиционных транспортных средств.
Реализация проекта зависела от работ по ключевой части программы Н1-Л3 — сверхтяжёлой ракете-носителю (РН) Н-1, все четыре запуска которой в 1969—1972 гг. заканчиваются авариями. Перед закрытием всей советской лунной программы был составлен новый проект Н1Ф-Л3М для обеспечения более долговременных, чем американские, экспедиций на Луну к 1979 году, продолжением которого стало бы сооружение в 1980-х годах лунной базы «Звезда», а также использование в перспективе нового транспортного средства к ней — лунного экспедиционного комплекса (ЛЭК).
Прекративший пилотируемую лунную программу Н1-Л3 новый, с 1974 г., генеральный конструктор советской космической программы академик В. П. Глушко предлагал новый проект пилотируемых полётов на Луну «Вулкан»-ЛЭК с использованием разработанной в его КБ новой сверхтяжёлой ракеты-носителя, но он также не был реализован.
Согласно произведённым конструкторами расчётам стоимости проекта оказалось, что на лунные экспедиции, строительство и обживание лунной базы потребуется около 50 миллиардов рублей (80 миллиардов долларов). Экономика страны, перегруженная укреплением обороны, такую ношу поднять в близкой перспективе уже не могла.
К разработке аванпроектов долговременных лунных баз были привлечены некоторые гражданские институты. Один из таких проектов по договору с КБОМ (куратор — начальник отдела А. П. Чемодуров) разрабатывался в 1973—1974 гг. в Ленинграде «Лабораторией № 1» при Ленинградском инженерно-строительном институте (рук. работ проф. Н. А. Крылов, уч. секретарь лаборатории А. И. Мелуа), они были реализованы в виде полномасштабного макета жилых модулей в одном из ангаров ЛенЗНИИЭПа и в Москве. После прекращения работ по лунной базе часть специалистов была переориентирована на тематику изучения природных ресурсов Земли из космоса.
Советские пилотируемые лунные программы, включая проект лунной базы «Звезда», были строго засекречены и стали достоянием гласности только в начале 1990-х гг.; до этого времени СССР официально отрицал существование этих программ, заявляя, что выбрал путь создания околоземных пилотируемых орбитальных станций и лунных исследований автоматическими средствами.